# Assunzione della Vergine (Tiziano)
L'Assunzione della Vergine è un dipinto a olio su tela (394 x 222 cm) di Tiziano, databile al 1535 e conservato nel Duomo di Verona, dove decora la cappella laterale Cartolari-Nichesola.

## Storia
L'opera si trova nella navata sinistra della cattedrale appena dopo il portale d'ingresso, all'interno della cappella Cartolari-Nichesola, che è appunto dedicata all'Assunta.
Per posizionare il dipinto, quando nel 1532 si cominciò a rifare la già esistente cappella, si eliminò la curvatura absidale e Jacopo Sansovino progettò un altare policromo sopra cui posizionare la tela. L'opera fu oggetto delle spoliazioni napoleoniche a danno della Repubblica di Venezia.

## Descrizione
In primo piano si trovano gli apostoli accalcati intorno al sarcofago vuoto di Maria e presi da concitazione vagano gli occhi alla sua ricerca. Sono vestiti di abiti con colori clamorosi e vivaci, uno di loro (Tommaso) tiene nella mano la cintura lasciata come ricordo dalla Madre del Signore, allusione esplicita alla intensa devozione alla Madonna della cintura diffusa nel '500. 
Maria invece resta sollevata sulle nubi, sale in un cielo che si illumina sempre più fino ad incorniciare come un'aureola il suo volto, che rivolge lo sguardo in basso. L'uso di una vasta gamma di colori vivaci porta ad un felice sentimento questa rappresentazione di un evento tanto solenne e drammatico.

## Stile

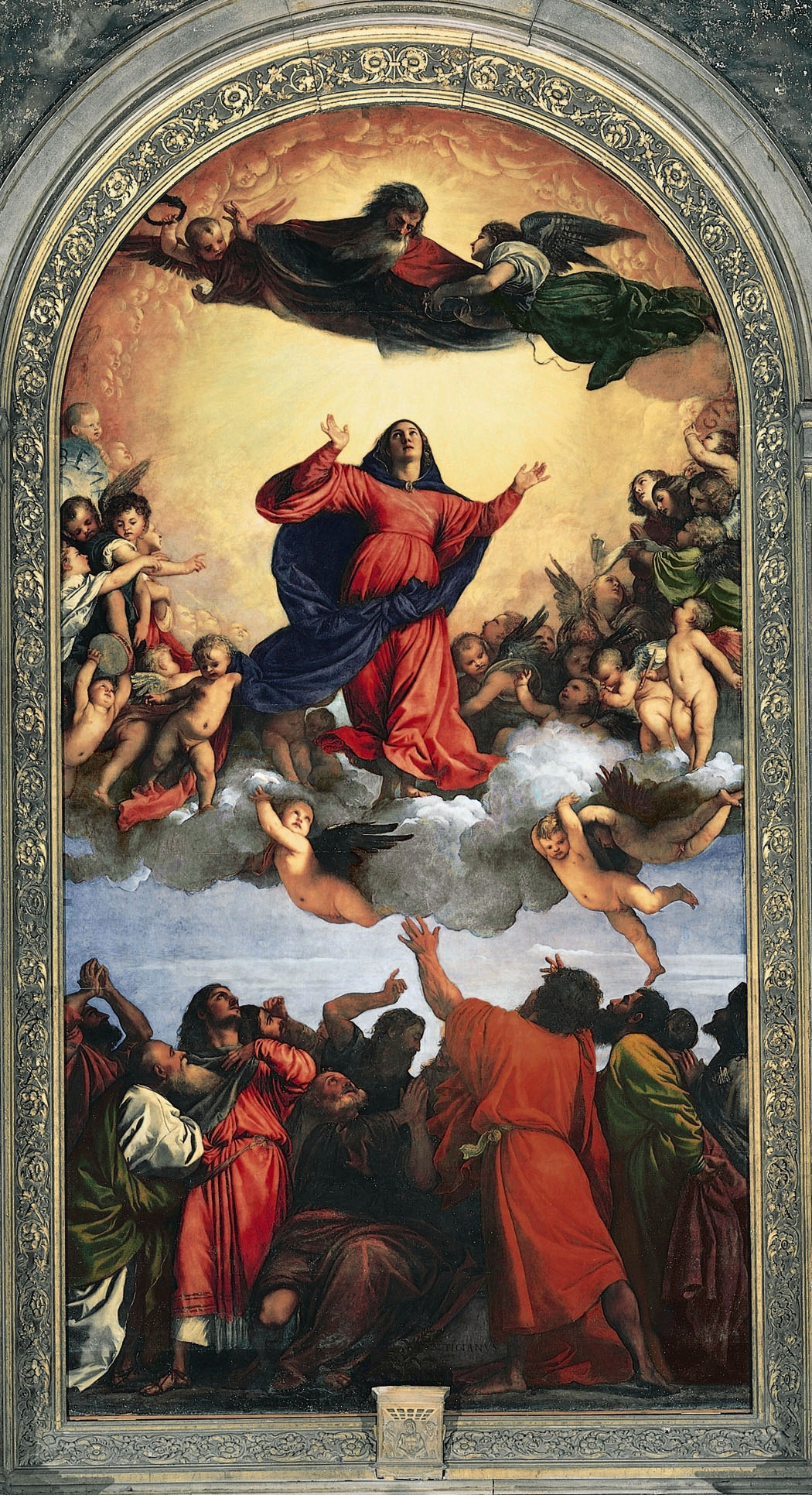
Assunta dei Frari

In questa tela si può notare come vi sia un mutamento nel linguaggio pittorico di Tiziano, soprattutto se si fa un paragone con l'Assunta dei Frari di identico soggetto. 
Infatti l'autore qui abbraccia le nuove esigenze della Controriforma, secondo la quale la pittura doveva proporre rappresentazioni più semplici, comprensibili e composte: è ben visibile il sarcofago vuoto della Vergine, sono presenti meno figure umane, c'è un distacco fra divino e umano (sottolineato da due diversi colori), e così fra Maria e gli apostoli, che increduli guardano ancora all'interno del sarcofago; Maria è ormai assunta alla gloria dei cieli.
Rispetto all'Assunta dei Frari qui Maria non è colta nell'istante dell'Ascensione, bensì in un momento successivo mentre benevola guarda e intercede per gli uomini (nell'Assunta veneziana aveva al contrario braccia e occhi rivolti verso l'alto).
L'Assunta dei Frari indiscutibile e straordinario capolavoro dell'artista, fu un'opera così innovativa da lasciare attoniti i contemporanei, consacrando definitivamente Tiziano, allora non ancora trentenne, nell'Olimpo dei grandi maestri del Rinascimento. Nel risultato finale dell'Assunta della basilica veneziana Tiziano riuscì a fondere molteplici livelli di lettura: la celebrazione del patriziato veneziano, finanziatore della pala, la manifestazione degli indirizzi teologici dei Francescani, legati al tema dell'Immacolata Concezione, e l'esaltazione di alcuni risvolti politici, con il trionfo mariano leggibile come la vittoria di Venezia contro la Lega di Cambrai, conclusasi con il trattato di Noyon del 1516 e il riottenimento di tutti i territori sulla terraferma.
Questo però non poteva accadere nel successivo lavoro di Verona dove si richiedeva invece una ricerca di chiarezza e facile lettura. Tra l'altro la locazione in una cappella laterale limitava non solo l'imponenza delle misure, ma suggeriva anche una composizione del soggetto più intimo. La differenza sta anche nella prospettiva dell'osservatore: l'Assunzione della Vergine, trovandosi spostata a sinistra, prevede uno scorcio che accompagni l'osservatore proveniente da quella direzione, mentre l'Assunta dei Frari si trova in posizione frontale rispetto all'osservatore, concedendo così uno scenario più spettacolare, intensificato dalle maggiori dimensioni dell'opera (690x360).